# 一品鍋

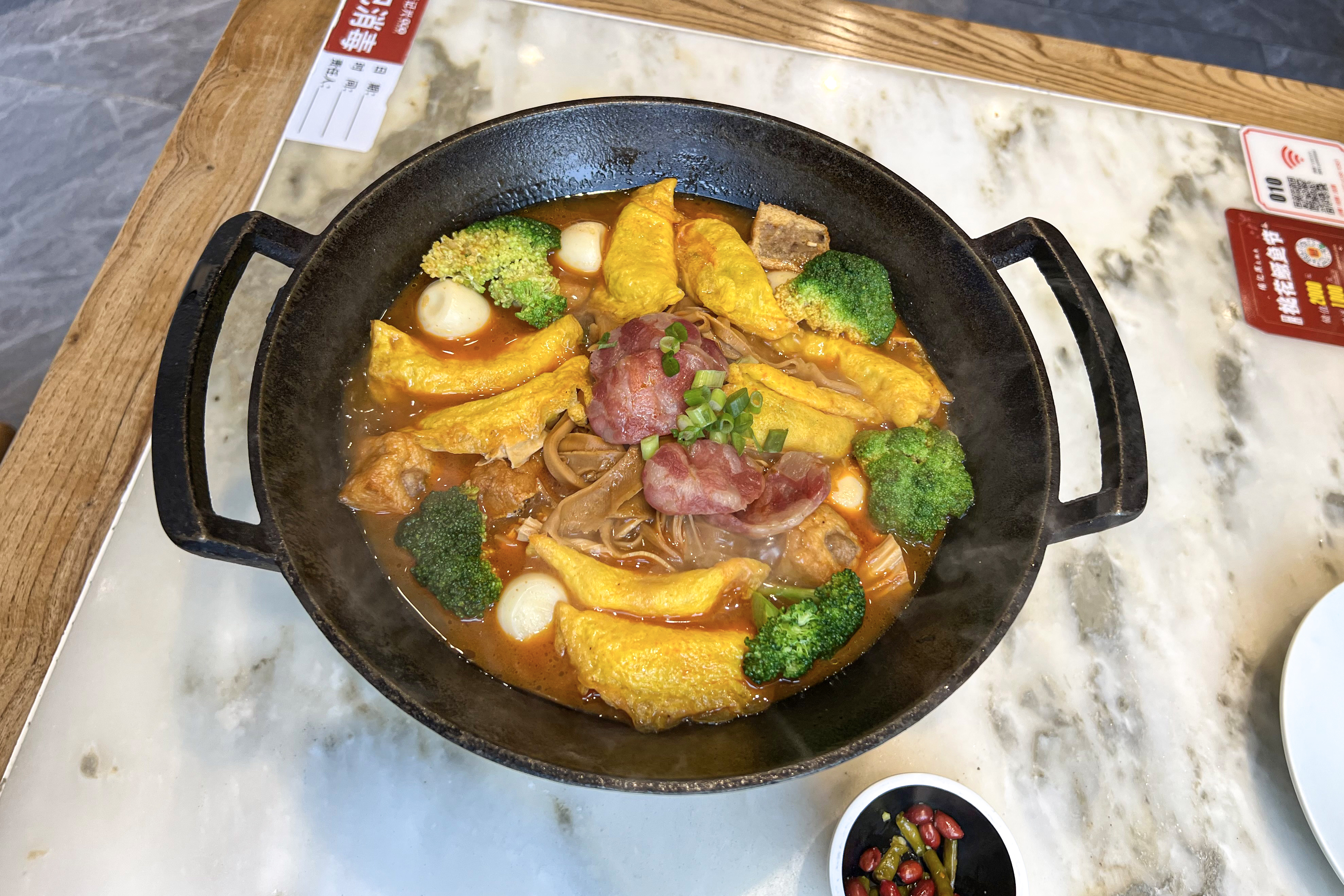
安徽绩溪风味的一品锅，在各大徽菜馆常以胡適命名

一品鍋，又叫做大雜燴，是大中華地區最為普遍以及最受歡迎菜式之一。

## 名字及歷史
一品鍋名字來源傳說為清朝乾隆帝第一次下江南時，一時間肚餓，而只有一些菜頭菜尾能夠煮食，於是便把這些菜頭菜尾共煮一爐，卻發覺極為美味，遂賜名為一品鍋。另有说法称一品锅起源于明朝时期的石埭县。

## 做法
大杂烩是把所有肉菜或者其他菜式融於一碟，但一品锅则采用“单锅层叠、同锅杂烩”的做法，最下层为“垫锅”的素菜（如萝卜丝、干豆角、笋衣、冬瓜、冬笋等），上层则为猪肉、豆腐包、鸡肉等食材，表面则为蛋饺。而梁实秋对绩溪一品锅的记载则为“一层鸡、一层鸭、一层肉，一层油豆腐，点缀着一些蛋皮饺，紧底下是萝卜、青菜”。